# Convention sur la participation des étrangers à la vie publique au niveau local
La Convention sur la participation des étrangers à la vie publique au niveau local a été adoptée par le Conseil de l’Europe sur une initiative du Congrès des pouvoirs locaux et régionaux d’Europe (CPLRE).
Le Congrès est soucieux depuis les années 1970 de favoriser une intégration harmonieuse des résidents étrangers dans la vie locale. C'est en 1992 qu'il adopte une convention, soulignant que soumis aux mêmes devoirs que tous les autres citoyens, les étrangers doivent pouvoir participer eux aussi aux affaires publiques locales.
L’un des apports majeurs de ce texte est l'encouragement à donner aux étrangers le droit de vote d'éligibilité aux élections locales, à condition toutefois d’avoir résidé au moins cinq ans dans le pays concerné, et de remplir les mêmes conditions que tous les citoyens (article 6).
De plus, la convention garantit aux étrangers la même liberté d’opinion et d’expression que celle des ressortissants nationaux, de même que le droit de réunion, la liberté d’association et de se syndiquer. (article 3).
Les étrangers peuvent également disposer d’organes représentatifs au niveau local, notamment pour faciliter les liaisons avec les collectivités locales (article 5).
Huit pays ont déjà ratifiés la convention : Albanie, Danemark, Finlande, Islande, Italie, Norvège, Pays-Bas et la Suède.
Les États membres gardent toutefois la possibilité de ratifier la convention sans pour autant souscrire aux engagements de l'article 6.